# Casa consistorial de Rubielos de Mora
La Casa Consistorial de Rubielos de Mora (Provincia de Teruel, España) es una construcción del siglo XVI, que constituye una excepción tipológica por su estructura espacial y su falta de correspondencia entre la distribución interior y el aspecto exterior. Se encuentra realizada en mampostería combinada con sillar en los ángulos, puertas y ventanas y fachada principal Consta de una planta rectangular y tres alturas, que al exterior se traducen en dos únicamente. La planta baja destaca por la presencia al interior de una lonja abierta por arcos rebajados y de medio punto, que ocupa dos de las cuatro crujías, mientras que en las dos restantes se desarrolla una escalera de ángulo que da acceso a la planta noble, también estructurada en cuatro crujías, una de las cuales sirve de salón de sesiones.
En el patio interior se conservan restos del empedrado original y de las vigas de madera de las techumbres de la lonja.
La fachada principal, siguiendo el modelo de las casas señoriales, se desarrolla en dos alturas; el ingreso se realiza por un gran vano de medio punto, junto al que hay una ventana adintelada y enrejada, mientras que en el segundo piso se observan tres vanos adintelados con balcones de forja, sobre los que destaca un alero de ladrillo.
El escudo de la villa adorna la fachada de este edificio, terminado en 1571, en el que destacan su proporción, armonía, solidez y funcionalidad.